# Talande dockor

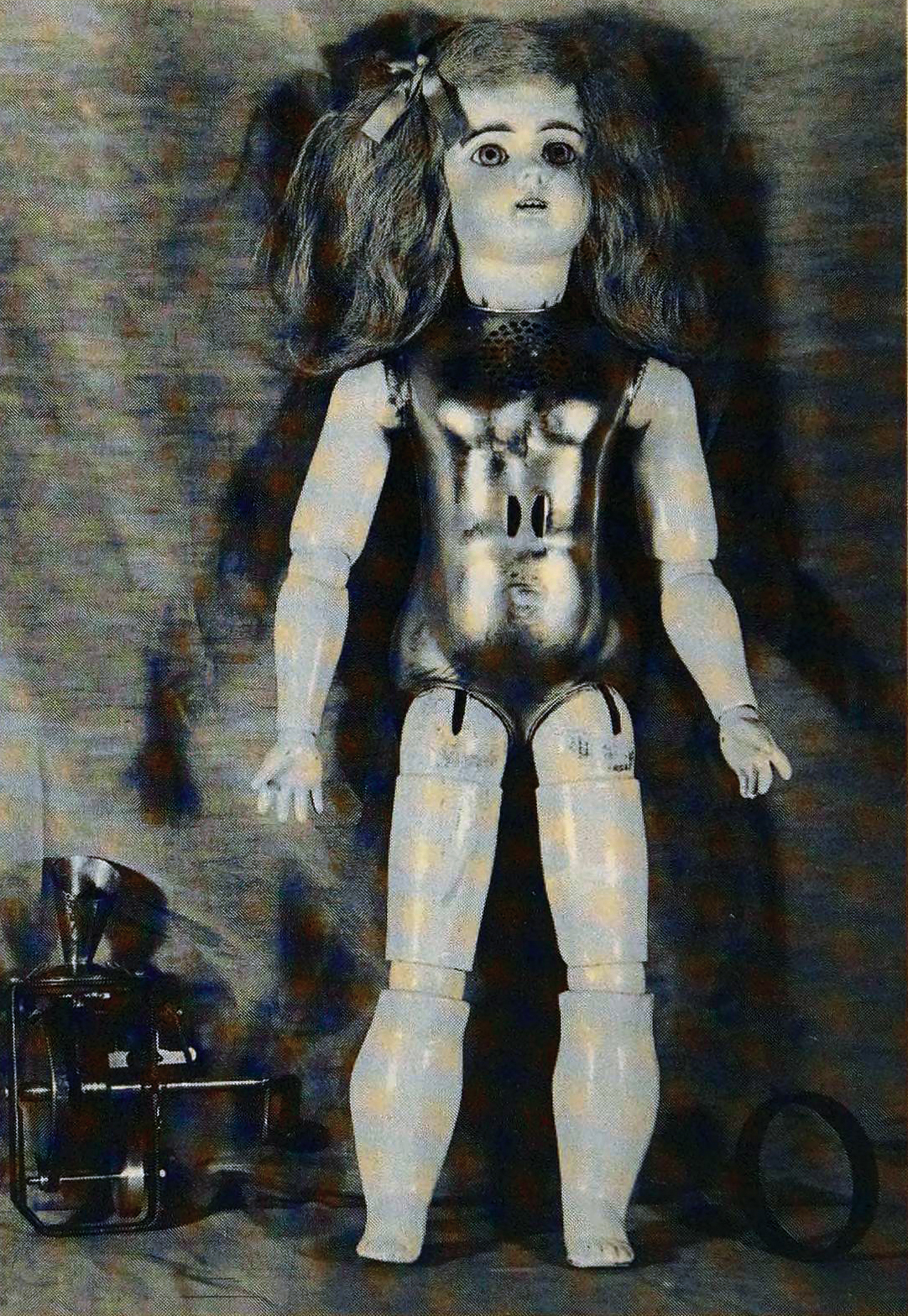
Edisons talande docka, 1890.

Talande dockor, taldockor, är dockor med förinspelat ljud som ska föreställa dockornas tal. En del taldockor kan även skratta, gråta, sjunga och jollra.

## Historia
År 1890 tog uppfinnaren Thomas Edison, känd som glödlampans uppfinnare, fram den första talande dockan. Den talande dockan blev dock ingen succé. Dockorna innehöll en fonograf, som Edison uppfunnit, och ljudinspelningarna på de första dockorna var gjorda i vax. Alla de första talande dockorna lät olika, då kvinnor spelade in en egen röst till varje docka; kvinnorna fick ta i för att ljudet skulle höras på vaxrullen. Vaxrullarna är dessutom ömtåliga. Tillverkningen lades ned efter mindre än två månader.
Ingenjörerna vid Lawrence Berkeley National Laboratory lyckades under 2000-talet hitta en teknik för att överföra ljudet utan att vaxrullarna skadades, med hjälp av en extremt högupplöst mikroskopkamera. Det har gjort det möjligt för allmänheten att lyssna till inspelningarna.
Sveriges äldsta taldocka som fortfarande marknadsförs (läst 2020) är Skrållan, som började tillverkas 1966 av Magtoys. Namnet fick den efter rollpersonen med samma namn i Astrid Lindgrens TV-serie Vi på Saltkråkan som sändes under 1960-talet. Skrållans ljud var inspelade på små plastskivor som senare ersattes av minneskort.